# معاهدة وتشاله
معاهدة وتشاله Treaty of Wuchale أو معاهدة أوتشيالي Trattato di Uccialli أبرمت في 2 مايو 1889 بين الملك منليك الثاني والكونت بييترو أنتونلي في مدينة وتشاله، إثيوبيا.
بعد أن أصبح منليك على رأس الحبشة جاء اليه صديقه أنتونلي الإيطالي في يناير عام 1889 ومعه هدية من همبورت ملك إيطاليا وهي عبارة عن خمسة آلاف بندقية ومليون خرطوشة، وتباحث معه في شأن إقامة معاهدة بين إيطاليا والحبشة وتم الاتفاق، وأبرمت المعاهدة في 2 مايو 1889 باسم معاهدة أوتشيالي، وبمقتضاها منحت إيطاليا اعترافاً من الحبشة بسيادة الإيطاليين على إرتريا، ومنح إيطاليا حق التحدث مع كافة الدول باسم الحبشة، وذلك في المجالات الخارجية ومعني ذلك بسط الحماية على الحبشة كما قال الإيطاليون.

## نص المعاهدة
| معاهدة وتشاله | حفظاً للسلم والأمن بين المملكة الإيطالية والمملكة الحبشية قرر جلالة الملك اومبرتو الأول ملك إيطاليا وجلالة منليك الثاني ملك الحبشة أن يبرما معاً معاهدة صداقة وتجارة. وقد بعث جلالة ملك إيطاليا الكونت أنتونلي نائبا عنه و مندوبا فوق العادة الي جلالة منليك ملك الحبشة الذي تفاوض معه باسمه كملك ملوك الحبشة وقد اتفقا على المواد التالية: مادة 1 سلام و صداقة دائمة. مادة 2 تعيين موظفي السلك الدبلوماسي والقنصلي. مادة 3 تكوين لجنة خاصة من مندوبين إيطاليين وأحباش لتعيين الحدود بين مناطق نفوذهما يكون عملها في مجالات اعتبارية هي: 1. – أعتبار النجاد العالية فقط الحدود بين إيطاليا والحبشة في شرق أفريقيا. 2. – يدخل في نفوذ الإيطاليين قرى هالاي، و سوخيتا وأسمره أعتباراً من اقليم أفرانالي. 3. – يدخل في نفوذ الإيطاليين أدي فناس و أوي جوهان في اتجاه قبيلة جدابورسي. 4. – خط الحدود بين إيطاليا و البشة يسير في خط مستقيم شرقاً و غرباً من أدي جوهان. مادة 4 تبقي منطقة ديروبلانيرن وملحقاتها ضمن ممتلكات الحبشة على ألا تكون قاعدة حربية في أي صورة. مادة 5 الرسوم الجمركية التي تؤخذ على القوافل تكون مقدار 8% من القيمة المبينة. مادة 6 حرية التجارة في الأسلحة والذخائر عن طريق ميناء مصوع للملك منليك فقط على أن يقدم طلباً بذلك، وعليه الختم الملكي، للسلطات الإيطالية. و أن تكون حركة القوافل المحملة بالأسلحة و الذخائر تحت الحماية الإيطالية حتي دخولها الأراضي الحبشية. مادة 7 منع رجال القوات المسلحة من عبور الحدود بقصد ازعاج المواطنين مع كفالة حرية الانتقال. مادة 8 حرية التجارة بين المواطنين في إيطاليا والحبشة. مادة 9 الحرية الدينية للجميع. مادة 10 حل النازعات و القضايا التي بين إيطاليين مقيمين في الحبشة يكون من اختصاص السلطات الإيطالية في مصوع أو يرحلون الي إيطاليا، كما تحل النازعات والقضايا التي بين إيطاليين وأحباش عن طريق السلطات الإيطالية في مصوع، أو عن طريق مندوبين إيطاليين وأحباش. مادة 11 حمل الأشياء الخاصة بالإيطاليين الذين يموتون في الحبشة وكذلك الأحباش الذين يموتون في إيطاليا. مادة 12 الإيطاليون المتهمون بجريمة ما يحاكمون أمام السلطات الإيطالية في مصوع و الأحباش المتهمون بجريمة ما أرتكب في جهة إيطالية يحاكمون أمام السلطات الحبشية. ( ملاحظة – تغيرت هذه المادة بمادة 11 و ذلك في المعاهدة الإضافية في أكتوبر 1889 ). مادة 13 تسليم الخارجين على القانون. مادة 14 لا يسمح بمرور قوافل العبيد في أراضي منليك ( منع تجارة الرقيق ). مادة 15 المعاهدة لها صفة قانونية في كافة أنحاء الأمبراطورية. مادة 16 لا يجوز تعديل المعاهدة قبل مضي خمس سنوات، على أن يخطر بذلك الجانب الآخر في خلال عام، و لا يجوز تغيير أو تعديل الأمتيازات الخاصة بالأراضي. مادة 17 يوافق جلالة ملك ملوك الحبشة على أن يستعين بالحكومة الإيطالية في المفاوضات التي يدخل فيها مع الحكومات أو الدول الأخري. مادة 18 في حالة إذا ما رغب منليك منح امتيازات خاصة لرعايا دولة ثالثة كإقامة غرف تجارية أو صناعية في الحبشة يكون من الأفضل استخدام الإيطاليين في حالة ما تمت كافة الشروط الأخري . | معاهدة وتشاله |

### الهامش
1. ↑  "معلومات عن معاهدة وتشاله على موقع bigenc.ru". bigenc.ru. مؤرشف من الأصل في 2019-12-13.
2. ↑  "معلومات عن معاهدة وتشاله على موقع britannica.com". britannica.com. مؤرشف من الأصل في 2019-04-26.